# Сонячное (Николаевская область)
Сонячное (укр. Сонячне, до 2016 г. — Жовтень) — село в Очаковском районе Николаевской области Украины. Расположено на берегу Березанского лимана при впадении реки Янчекрак.
Население по переписи 2001 года составляло 185 человек. Почтовый индекс — 57520. Телефонный код — 5154. Занимает площадь 0,475 км².

## Местный совет
57520, Николаевская обл., Очаковский р-н, п. Каменка, Очаковская ул.,36/1 , тел. 95-2-1